# Мухаммад IV (дей Алжиру)
Мухаммад IV ібн Бакр (араб. محمد بن بكر; д/н — 1754) — 16-й дей Алжиру в 1748—1754 роках. Мав прізвисько «Одноокий».

## Життєпис
Про початок кар'єри обмаль відомостей. Деякий час обіймав посаду ходжі. Можливо, в одному з походів втратив око. За правління дея Ібрагіма Кучука обіймав посаду ходжет аль-хіла (відповідав за кінноту, стосунки з племенами, зокрема їх оподаткування).
1748 року після смерті Ібрагіма Кучука обирається новим деєм. Продовжив політику на зміцнення влади у внутрішніх районах, завершивши придушувати повстання беїв. Водночас намагався обмежити втручання яничар у політичні справи, для чого видав кодекс «Ахад Аман», покликаний обмежити вплив яничар, надати їм внутрішні правила, посилити підпорядкування яничарського оджака дею.
Дей під час свого правління мусив боротися з епідемією чуми в містах Алжир, Джиджель, Костянтина, Ель-Кала. Загинув 1754 року внаслідок змови. Новим правителем став Баба Алі.